# La Jeune Fille
Pour plus de détails, voir Fiche technique et Distribution.
Cet article concerne le film de Luis Buñuel. Pour le film de Souleymane Cissé, voir Den Muso.
La Jeune Fille (The Young One) est un film mexicano-américain réalisé par Luis Buñuel, sorti en 1960.

## Synopsis
Aux États-Unis, dans le Sud profond, un musicien de jazz noir, Traver, est en fuite après avoir été faussement accusé de viol par une femme blanche. Pour éviter le lynchage, il vole un canot et parvient sur une petite île habitée par un garde-chasse, Miller, et par Evvie, une jolie et très jeune adolescente, qui vient de perdre son grand-père. Miller est un blanc raciste, qui convoite la jeune fille qu'il a sous sa garde, et va finir par abuser d'elle. Lorsqu'il apprend que Traver est recherché pour viol, il s'empare de lui et l'attache à un poteau.
Arrive alors le pasteur Fleetwood, qui doit ramener Evvie dans un foyer d'accueil. Il découvre toute la situation et, convaincu de l'innocence de Traver, fait une proposition au garde-chasse : il oubliera l'abus sexuel si Miller libère Traver. Miller accepte et évoque un possible mariage avec Evvy.

## Fiche technique
- Titre original : The Young One
- Titre français : La Jeune Fille
- Titre mexicain : La joven
- Réalisation : Luis Buñuel, assisté de Juan Luis Buñuel et de Ignacio Villareal
- Scénario : Hugo Butler (sous le nom de H. B. Addis) et Luis Buñuel, d'après la nouvelle de Peter Matthiessen Travellin' man
- Script boy :Harry Kopolan
- Image : Gabriel Figueroa
- Montage : Carlos Savage
- Supervision de la musique : Chucho Zarzosa
- Son : James L. Fields
- Casting : Terry Fay
- Générique : Nicolás Rueda hijo
- Production : George P. Werker
- Société de production : Producciones Olmeca, Columbia Pictures
- Sociétés de distribution : Valiant Films (USA) Columbia (France, Belgique, Royaume Uni, Suède)
- Pays d'origine :  Mexique,  États-Unis
- Langue : anglais
- Format : Noir et blanc - 35 mm - 1,85:1
- Genre : drame buñuelien
- Durée : 95 minutes
- Date de sortie : mai 1960, Festival de Cannes 1960 - USA, 18 janvier 1961 - France, 5 juillet 1961 - Mexique, 14 août 1961

## Distribution
- Zachary Scott : Miller
- Bernie Hamilton : Traver
- Key Meersman : Evvie
- Crahan Denton (en) : Jackson
- Claudio Brook : le révérend Fleetwood

## Distinctions
Le film a été présenté en sélection officielle en compétition au Festival de Cannes 1960.

## Accueil
« Un raciste ayant dépassé la quarantaine découvre l'amour en la personne d'une fillette. La société ne peut que condamner cet amour, comme elle condamne les Noirs. Voici donc le raciste mis au même rang que le Noir, il est cependant aussi innocent que le Noir ; et le raciste doit s'allier avec le Noir, car le pourchassé moral a besoin du pourchassé social, et réciproquement, les notions de moral et de social étant indissolublement liées. Est-il sincère le raciste, a-t-il compris ou feint-il ? Buñuel ne répond pas à cette question et laisse à chaque spectateur la liberté de conclure selon sa nature. De toute façon, la conclusion est virulente »

— Ado Kyrou, Luis Buñuel, Éditions Seghers, 1970